# Метод Чохральського

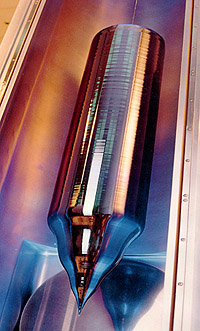
Монокристал, вирощений за методом Чохральського

Ме́тод Чохра́льського — технологія вирощування монокристалів з тигля витягуванням із розплаву при повільному обертанні. Цей метод був запропонований у 1918 році польським вченим Яном Чохральським. Метод Чохральського набув неабиякого поширення завдяки простоті реалізації та задовільній якості монокристалів. Найбільшого поширення набуло вирощування кремнію як найдоступнішого матеріалу для напівпровідникової промисловості. Монокристали кремнію, вирощені даним методом знаходять застосування у двох сферах: сонячній енергетиці та виробництві напівпровідникових приладів. Також, методом Чохральського вирощують монокристали, необхідні для наукових цілей (наприклад, германату вісмуту — BiGeO, використовується як сцинтилятор у ядерній фізиці та фізиці високих енергій), та ювелірне каміння.
Метод Чохральського є методом напрямленої кристалізації. Суть методу полягає у тому, що у розплав напівпровідникового матеріалу занурюють зародковий монокристал — затравку. Сплавляють, а по досягненні певної температури переохолодження розплаву, необхідної для початку кристалізації на міжфазній границі затравка — розплав, починають відносно повільно витягувати монокристал. При цьому відведення прихованої теплоти кристалізації, — енергії, яка звільняється при утворенні впорядкованих атомних зв'язків кристалічної структури — здійснюється через вирощену частину монокристала. Регулювання діаметра монокристала здійснюється, головним чином, зміною швидкості витягування монокристала і, меншою мірою, зміною температури розплаву. Регулювання умов вирощування відбувається за принципом ПІД-регулятора. Для задоволення умов осьової симетрії теплових полів монокристала, розплаву та теплового вузла печі застосовують обертання монокристала та (або) тигля з розплавом навколо вертикальної осі.
Основними величинами, які характеризують вирощування монокристалів є градієнт температури та величина напружень кристалічної ґратки.
Вирощування великих монокристалів вимагає ретельного підбору умов вирощування: градієнта температури, швидкості підйому.

## Типові стадії процесу
Зазвичай у процесі вирощування монокристалу вирізняють такі стадії:
- вантаження та плавлення шихти;
- стабілізація розплаву;
- вирощування перетяжки;
- розрощування перетяжки до заданого діаметра;
- вирощування тіла монокристала;
- вирощування оберненого конуса;
- охолодження монокристала.

Вантаження контейнера (тигля) проводиться шматками матеріалу, розмір яких не перевищує декількох десятків міліметрів, щоб не допустити руйнування контейнера та розбризкування розплаву на етапі плавлення шихти.
Стабілізація розплаву проводиться з метою виділення з розплаву летких домішок (наприклад, оксиду кремнію(ІІ) та для установлення необхідної температури поверхні розплаву. Стадія плавлення відбувається при температурі, яка значно перевищує температуру, необхідну для початку проведення власне процесу вирощування монокристала. Тривалість стадії стабілізації залежить від маси завантаження, поміщеної у контейнер, температури стадії плавлення (рівняння Арреніуса) та співвідношення площі контакту розплаву зі стінками контейнера до площі вільної поверхні розплаву. Технологічні параметри кожної стадії процесу є ноу-хау виробника.
Вирощування монокристалу починається з вирощування перетяжки — монокристалу, діаметр якого значно менший, ніж довжина. На стадії вирощування перетяжки дислокації, утворені тепловим ударом при зануренні затравки виводяться на поверхню (для найпоширенішого кристалографічного напряму вирощування — [100]). Саме затравка задає напрям вирощування монокристала.
При досягненні довжини перетяжки, яка відповідає умовам конкретного технологічного процесу, її починають розрощувати, знижуючи температуру поверхні розплаву та швидкість витягування.
Вирощування тіла монокристала є метою технологічного процесу. Саме з тіла монокристала вирізають пластинки для виробництва того чи іншого виду продукції.
По вирощуванні тіла монокристала, з метою запобігання проникненню дислокацій у придатну частину монокристала при відриві його від розплаву вирощують зворотний конус, поступово зменшуючи діаметр монокристала до діаметра визначеного технологічним процесом.
Охолодження монокристала проводять в печі вирощування монокристала. При стрімкому охолодженні, внаслідок виникнення напруг кристалічної ґратки, у монокристалі виникають тріщини.

## Порівняння з іншими методами
Кристали деяких матеріалів, вироблених за допомогою методу Чохральського, не можуть бути отримані методом безтигельного зонного плавлення, і навпаки. Деякі матеріали можуть бути отримані обома способами.
У разі германію злиток, отриманий методом зонного плавлення, по чистоті зазвичай істотно перевершує аналогічний, отриманий методом Чохральського, але кристали, одержувані зонної плавкою, мають менші діаметри, більш високу собівартість у виготовленні, інший розподіл і зміст легуючих та інших домішок, істотних для наступних технологічних циклів.

## Апаратне забезпечення

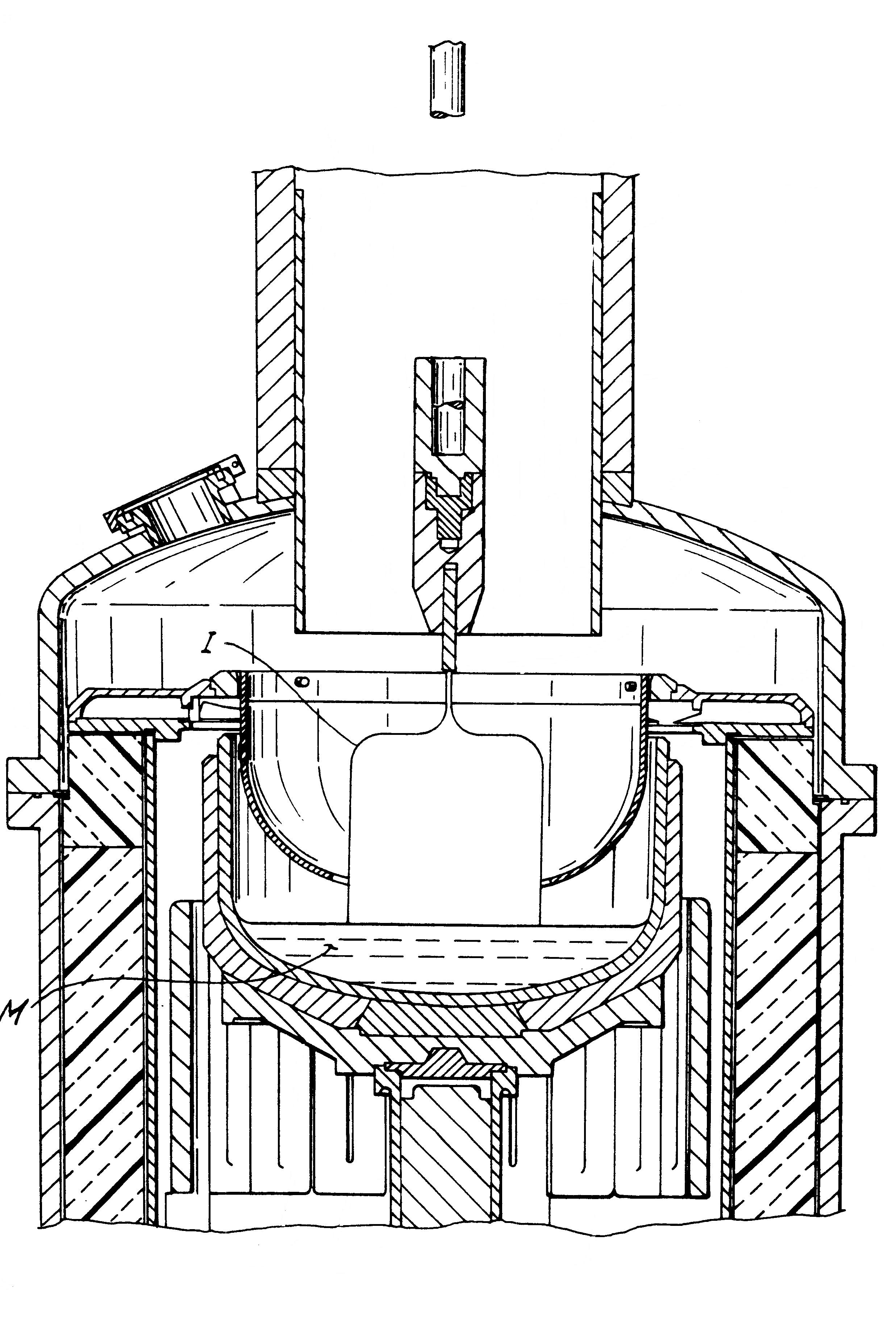
Схематичне зображення типової електропечі та теплового вузла для вирощування монокристалів методом Чохральського

Додаючи до розплаву контрольовану концентрацію домішок, можна вирощувати кристали із заданим типом провідності та питомим електричним опором.
Метод Чохральського — один із основних методів отримання матеріалів для напівпровідникової техніки.